# Aeropuerto de Sant'Angelo Treviso
El aeropuerto de Sant'Angelo Treviso (IATA: TSF, OACI: LIPH), conocido como aeropuerto de  Canova, sirve a la Provincia de Treviso y a gran parte de la región del Véneto, Italia. Se encuentra a 3 km al suroeste de Treviso, 36 km al norte de Venecia y 60 km al noreste de Padua.

## Historia
El aeropuerto de Sant'Angelo Treviso nació como un campo de vuelo para satisfacer las exigencias del Aeroclub de Treviso. A mediados de los años 30 (Siglo XX) se convirtió en aeropuerto civil, pero hasta 1953 no se levantó la primera terminal de pasajeros por iniciativa de las autoridades locales. En mayo de dicho año se establece el primer vuelo internacional, al que se le añadieron otros vuelos con destino Londres y Viena.
Hasta la apertura del aeropuerto de Venecia en 1960, el aeropuerto de Treviso se convirtió en referente para la ciudad vecina de Venecia.
El punto de inflexión llegó en 1996 cuando el aeropuerto de Sant'Angelo se incorporó al Sistema Aeroportuario de Venecia, como resultado de una colaboración entre los gerentes del aeropuerto vecino de Venecia (Save), y los gerentes locales (Aer Tre). Los gerentes del aeropuerto veneciano se hicieron con el 45% del paquete accionarial del aeropuerto de Treviso y este se convirtió en el aeropuerto secundario de Venecia. En él se abordaron los vuelos chárter, vuelos de compañías de bajo coste y la aviación general. Durante el verano de 1998, Ryanair inauguró su primer vuelo con Londres.  
El 2007 ha sido un año clave para el aeropuerto de Treviso, tras la inauguración de la nueva terminal de pasajeros de mayor tamaño y dedicada al artista-escultor Antonio Canova.

## Aerolíneas y destinos
En la siguiente tabla se detallan las compañías y vuelos regulares operados en el aeropuerto de Sant'Angelo Treviso:
| Aerolíneas | Destinos |
| ---------- | --- |
| Ryanair    | Alicante, Beauvais-Tillé, Berlín, Billund, Breslavia, Charleroi, Bucarest–Otopeni, Budapest, Cork (finaliza 30 de marzo de 2024), Cracovia, Eindhoven,Fráncfort-Hahn, Londres–Luton, Madrid, Málaga, Malta, Marrakesh, Marsella, Palma de Mallorca, Oporto, Poznań, Praga, Riga, Salónica, Santander, Sevilla, Sofía, Tallinn, Tel Aviv, Tenerife-Sur, Tirana, Trapani, Valencia, Viena, Vilna, Varsovia–Modlin, Zaragoza Estacional: Amman–Reina Alia, Corfú, Crotone (inicia 2 de abril de 2024), Gran Canaria, Ibiza, Kos, La Canea, Menorca, Pafos, Toulouse |
| Wizz Air   | Bucarest–Otopeni, Skopie, Tirana Estacional: Timișoara |

## Estadísticas
Ver fuente y consulta Wikidata.